# Olav Kröger
Olav Kröger (* 25. Juli 1965 in Leipzig) ist ein deutscher Dirigent, Pianist, Liedbegleiter und Komponist.

## Leben
Olav Kröger erhielt im Alter von 5 Jahren seinen ersten Klavierunterricht. Mit 9 Jahren kam er an die Musikschule Leipzig und trat dort mit ersten Kompositionen hervor. 1976 wurde er in die Kinderklasse der Hochschule für Musik Felix Mendelssohn Bartholdy in Leipzig aufgenommen. Nach dem Schulbesuch begann er 1982 an dieser Hochschule seine Studien in den Hauptfächern Komposition und Klavier. Nach Abschluss des Studiums absolvierte Kröger ein zweijähriges Meisterstudium für Komposition an der Berliner Akademie der Künste.
1989 ging Kröger als Schauspielkapellmeister an das Landestheater Altenburg. Von 2002 bis 2006 war er als Dirigent, Pianist, Liedbegleiter und als Komponist freiberuflich tätig. 2007 kehrte er ans Theater Altenburg-Gera zunächst als Solorepetitor zurück. Heute ist Kröger Schauspielkapellmeister am Theater Altenburg Gera. 

## Werk
Schon während des Studiums legte Kröger Kompositionen verschiedenster Genres vor, unter anderem ein Konzert für Streichorchester, das 1985 im Gewandhaus zu Leipzig uraufgeführt wurde. Neben seinem Engagement als Kapellmeister entstanden eine Reihe von Schauspielmusiken. 2001 beispielsweise wurde Krögers Konzert für Violine und Orchester im Leipziger Gewandhaus mit dem Solisten Frank-Michael Erben und dem Gewandhausorchester unter der Leitung von Dimitri Kitajenko uraufgeführt. Auch in Altenburg und Gera standen Kompositionen von ihm auf dem Spielplan.